# Chlidichthys randalli
Chlidichthys randalli är en fiskart som beskrevs av Lubbock, 1977. Chlidichthys randalli ingår i släktet Chlidichthys och familjen Pseudochromidae. Inga underarter finns listade i Catalogue of Life.